# 阿尔巴内拉
阿尔巴内拉（義大利語：Albanella），是意大利萨莱诺省的一个市镇。总面积39平方公里，人口6460人，人口密度165.6人/平方公里（2009年）。ISTAT代码为065003。它地處塞萊河平原。